# Rivière à la Catin
Pour les articles homonymes, voir Catin.
La rivière à la Catin est un affluent de la rivière Cami, coulant dans la municipalité de L'Anse-Saint-Jean et Rivière-Éternité, dans la municipalité régionale de comté (MRC) du Fjord-du-Saguenay, dans la région administrative du Saguenay–Lac-Saint-Jean, dans la province de Québec, au Canada. Le cours de la rivière à la Catin traverse la zec du Lac-Brébeuf.
La zone du lac à Catin est desservie par le chemin du lac à la Catin qui se relie vers l’ouest avec le chemin du lac Travers et le chemin du lac Desprez. La partie intermédiaire de la vallée de la rivière à la Catin est desservie par le chemin Périgny et le chemin du lac de la Souris, pour les besoins la foresterie et des activités récréotouristiques. La partie inférieure est desservie par le chemin du lac Brébeuf. Quelques routes forestières secondaires desservent cette vallée.
La foresterie constitue la principale activité économique du secteur ; les activités récréotouristiques, en second.
La surface de la rivière à la Catin est habituellement gelée du début de décembre à la fin mars, toutefois la circulation sécuritaire sur la glace se fait généralement de la mi-décembre à la mi-mars.

## Géographie
Les principaux bassins versants voisins de la rivière à la Catin sont :
- côté nord : lac Brébeuf, lac Éternité, lac Otis, rivière Éternité, rivière Saguenay ;
- côté est : rivière Saint-Jean, lac Quarante-Quatre, ruisseau du Portage, lac Poulin ;
- côté sud : lac à la Catin, ruisseau Épinglette, lac Épinglette, rivière Malbaie, lac Bazile ;
- côté ouest : ruisseau Épinglette, rivière Cami, lac Desprez, lac Charny, rivière Ha! Ha!, rivière Huard.

La rivière à la Catin prend sa source à l’embouchure du lac à la Catin (longueur : 2,8 km ; altitude : 597 m) dans une vallée encaissée. Ce lac est entouré du Mont du Saumon (816 m), du Mont du Colibri (861 m) et du Mont Épinglette (737 m). L’embouchure de ce lac est située à :
- 2,3 km au sud-ouest du centre du hameau « Les Trois-Monts » ;
- 4,5 km au nord-ouest du centre du hameau « L’Épinglette-des-Lacs » ;
- 7,2 km au nord-ouest du lac Bazile ;
- 9,5 km au nord du cours de la rivière Malbaie ;
- km au sud de l’embouchure du lac Brébeuf ;
- 13,8 km au sud-est de la confluence de la rivière à la Catin et de la rivière Cami.

À partir de sa source, le cours de la rivière à la Catin descend sur 22,3 km en zones forestières et montagneuses, avec une dénivellation de 247 m selon les segments suivants :
Cours supérieur de la rivière Cami (segment de 11,4 km)
- 3,4 km vers le nord-ouest en recueillant la décharge (venant du nord-est) du lac Solitaire et la décharge (venant du sud) du lac à Lionel, jusqu’au ruisseau Épinglette (venant du sud-ouest) ;
- 3,4 km vers le nord-est en traversant trois zones de rapides, en passant au nord-ouest d’une montagne dont le sommet atteint 657 m, tournant un coude de rivière en fin de segment, jusqu’à la décharge (venant du sud-est) d’un ruisseau de montagne drainant notamment le Mont de l’Ours (altitude : 962 m) ;
- 2,2 km vers le nord presque toujours dans des rapides dans une vallée encaissée et en formant un crochet de 0,3 km vers l’ouest, jusqu’à la décharge (venant du nord-est) de quelques lacs ;
- 2,4 km vers l’ouest, jusqu’à la décharge du lac de la Souris ;

Cours inférieur de la rivière Cami (segment de 10,9 km)
- 4,1 km vers l’ouest, en formant une grande courbe vers le sud, en traversant une zone de marais, puis une longue zone de rapides, jusqu’à la décharge (venant du sud-ouest) du lac des Hauteurs ;
- 3,0 km vers le nord-ouest en traversant plusieurs zones de rapides jusqu’à un ruisseau (venant de l’est) qui correspond à une zone de marais ;
- 1,9 km vers le nord-ouest jusqu’à la décharge (venant du sud) du lac Trouvé ;
- 1,9 km vers le nord-ouest entièrement en zone de rapides dans une vallée encaissée, jusqu’à son embouchure.

La rivière à la Catin se déverse sur la rive sud de la rivière Cami. Cette confluence est située à :
- 0,8 km au sud de la confluence de la rivière Cami (confluence avec la rivière Saint-Jean) ;
- 1,2 km au sud-est de l’embouchure du lac Brébeuf (confluence avec la rivière Saint-Jean) ;
- 14,9 km au sud-ouest du centre du village de Rivière-Éternité ;
- 27,1 km au sud-ouest de la confluence de la rivière Saint-Jean et de l’anse Saint-Jean (rivière Saguenay) ;
- 5,4 km au sud d’une baie du lac Éternité ;
- 49,1 km au sud-est du centre-ville de Saguenay.

À partir de la confluence de la rivière à la Catin, le courant :
- suit le cours de la rivière Cami sur 1,0 km vers le nord ;
- suit le cours de la rivière Saint-Jean (rivière Saguenay) sur 37,7 km généralement vers le nord-est ;
- traverse l’anse Saint-Jean sur 2,9 km vers le nord ;
- suit le cours de la rivière Saguenay sur 42,8 km vers l’est jusqu’à Tadoussac où il conflue avec l’estuaire du Saint-Laurent.

## Toponymie
Le terme « Catin » se réfère à une poupée (jouet).
Le toponyme « rivière à la Catin » a été officialisé le 5 décembre 1968 par la Commission de toponymie du Québec.